# Allocation de foyer
Avertissement : il est question ici d'un texte juridique pris par la Belgique dont la portée se limite à ce seul pays. 
Une allocation de foyer désigne en Belgique un supplément octroyé dans le traitement ou une rémunération d'un travailleur. Ce droit de supplément de rémunération est conclu par une convention collective ou un statut de la fonction publique,,,,.

## Historique
L'allocation de foyer est à l'origine un complément de salaire destiné à encourager les travailleurs à se rapprocher de leur lieu d'exercice, afin de compenser les prix de loyer supérieurs dans les villes à ceux de la campagne. 

## Une mesure attaquée par la Commission européenne
En 1980, la Commission européenne met en demeure la Belgique d'attribuer cette allocation aux femmes fonctionnaires, seuls les fonctionnaires masculins mariés et les femmes ayant des enfants en leur propre charge en bénéficiant jusqu'alors.
En 2017, un autre contentieux a porté sur l'obligation d'être marié pour en bénéficier, cette obligation étant perçue comme une ingérence dans la vire privée, pour un couple de personnes du même sexe.

## Situation donnant en général droit à cette allocation
- Dans le cas où une personne est marié(e) ou cohabitant(e), cette allocation n'est attribuée qu'à un seul des deux conjoints.
- Une personne est isolé(e) et forme une famille avec des enfants qui ont droit aux allocations familiales.

Une personne peut avoir droit à une allocation de résidence si elle ne reçoit pas d'allocation de Foyer.
Ce droit en Belgique n'est plus discriminatoire en ce sens que le sexe du partenaire avec qui le travailleur cohabite ne joue, à ce droit à l'allocation de foyer, aucun rôle. Avec cependant la précision que seul l'un des deux partenaires a droit à l'allocation de Foyer.